# Lucia Klocová
Lucia Klocová (Martin, 20 november 1983) is een Slowaaks middellange-afstandloopster, die gespecialiseerd is in de 800 m. Ze nam driemaal deel aan de Olympische Spelen, maar behaalde geen medaille.

## Biografie

### Eerste internationale medailles
Klocová veroverde haar eerste internationale medailles tijdens juniorenkampioenschappen. In 2000 werd zij op de wereldkampioenschappen voor junioren in nam het Chileense Santiago derde op de 800 m. Het jaar erna veroverde zij op dit onderdeel goud op de Europese kampioenschappen voor junioren in Grosseto, om daar weer een jaar later zilver aan toe te voegen op de wereldkampioenschappen voor junioren in Kingston, achter Janeth Jepkoskei. 

### Deelname aan OS
In 2004 nam Lucia Klocová deel aan de Olympische Spelen in Athene. Op de 800 m sneuvelde ze in de halve finales: in een tijd van 2.00,79 eindigde ze als zesde in haar halve finale.
Vier jaar later, op de Olympische Spelen in Peking, was Klocová opnieuw van de partij, maar weer haalde zij de eindstreep niet. Hoewel zij met haar 1.58,80 een prima tijd neerzette, sneuvelde zij, ondanks een derde plaats, net als in Athene in de halve finale.

### EK 2010
Op de Europese kampioenschappen van 2010 in Barcelona bereikte Klocová op de 800 m de finale wel. In een race, waarin een felle eindsprint de beslissing bracht en waarin de Nederlandse Yvonne Hak de zilveren medaille voor zich opeiste, greep zij met een vierde plaats net naast het eremetaal. Later dat jaar verbeterde zij bij een wedstrijd in Dubnica nad Váhom met haar tijd van 4.08,86 het zeventien jaar oude nationale record van Andrea Sollarova op de 1500 m.
Veel later werd duidelijk dat Klovocá op de EK van 2010 alsnog een medaille had gewonnen, omdat winnares Savinova in 2015 nadrukkelijk met dopinggebruik in verband werd gebracht. Uiteindelijk werd de Russische atlete op 10 februari 2017 door het Internationaal Sporttribunaal (TAS) wegens dopinggebruik voor vier jaar geschorst en werden bovendien alle uitslagen van haar tussen 26 juli 2010 en 19 augustus 2013 geschrapt. Door deze uitspraak viel Klovocá alsnog in de prijzen en werd haar vierde plaats omgezet in een derde, met een bronzen plak als resultaat.

### OS 2012
Op de Olympische Zomerspelen 2012 in Londen nam ze deel aan de 1500 m. Ze dwong een plek in de finale af waar ze achtste werd met een tijd van 4.12,64. De wedstrijd werd gewonnen door Aslı Çakır Alptekin uit Turkije in 4.10,23.

### Club
Lucia Klovocá wordt getraind door Pavel Slouka en is lid van AK ZTS Martin, waar zij bij terugkeerde, nadat zij acht jaar lid was geweest van Slávia UK Bratislava. 

## Titels
- Europees jeugdkampioene 800 m - 2001
- Slowaaks kampioene 800 m – 2006

## Persoonlijke records
Outdoor
| Afstand | Prestatie | Datum            | Plaats            |
| ------- | --------- | ---------------- | ----------------- |
| 400 m   | 52,98 s   | 17 juni 2007     | Ostrava           |
| 600 m   | 1.26,96   | 7 september 2008 | Dubnica nad Váhom |
| 800 m   | 1.58,51   | 18 juli 2008     | Parijs            |
| 1000 m  | 2.38,72   | 26 augustus 2012 | Dubnica nad Váhom |
| 1500 m  | 4.02,99   | 8 augustus 2012  | Londen            |

Indoor
| Afstand | Prestatie | Datum            | Plaats     |
| ------- | --------- | ---------------- | ---------- |
| 1000 m  | 2.39,74   | 16 februari 2003 | Bratislava |

## Palmares

### 800 m
Kampioenschappen
- 2000:  WK U20 – 2.04,00
- 2001:   EK U20 – 2.03,76
- 2002:   WK U20 – 2.01,73
- 2004: 6e in ½ fin. OS - 2.00,79
- 2007: 3e in ½ fin. WK - 1.58,62
- 2007: 4e IAAF Wereldatletiekfinale – 1.58,94
- 2008: 3e in ½ fin. OS - 1.58,80
- 2008: 5e IAAF Wereldatletiekfinale – 2.00,05
- 2009: 7e in ½ fin. WK - 2.01,56
- 2010:  EK – 1.59,48 (na DQ Maria Savinova)

Golden League-podiumplekken
- 2008:  Bislett Games – 1.58,89
- 2008:  Meeting Gaz de France – 1.58,51

Diamond League-podiumplek
- 2011:  Aviva London Grand Prix – 1.59,65

### 1500 m
Kampioenschappen
- 2012: 8e OS - 4.12,64

## Onderscheidingen
- Slowaaks atlete van het jaar - 2003, 2004